# 上戈列

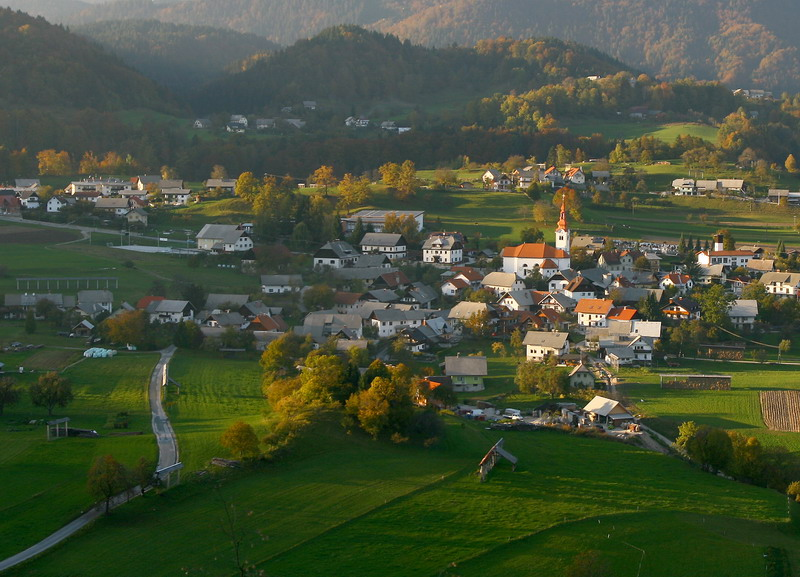

46°22′48.5″N 14°4′6.31″E / 46.380139°N 14.0684194°E
上戈列，是斯洛文尼亞北部戈列市鎮的村庄及其行政中心。處於克拉尼斯卡地區，海拔高度609米，2002年人口数量为532人。